# Utagawa Kuniyoshi
Utagawa Kuniyoshi (歌川 国芳) (1. januar 1797 – 14. april 1861) var en af de sidste store mestre inden for japansk ukiyo-e.
Omfanget af Kuniyoshis subjekter inkluderer flere genre: Landskaber, smukke kvinder, Kabuki-skuespillere og mystiske dyr. Han er kendt for sine fremstillinger af samurai-helte og deres indbyrdes krigsslag.

## Supplerende læsning
- Forbes, Andrew ; Henley, David (2012). Forty-Seven Ronin: Utagawa Kuniyoshi Edition. Chiang Mai: Cognoscenti Books. ASIN: B00ADQM8II
- Merlin C. Dailey, David Stansbury, Utagawa Kuniyoshi: An Exhibition of the Work of Utagawa Kuniyoshi Based on the Raymond A. Bidwell Collection of Japanese Prints at the Springfield Museum of Fine Arts (Museum of Fine Arts, Springfield, 1980)
- Merlin C. Dailey, The Raymond A. Bidwell Collections of Prints by Utagawa Kuniyoshi (Museum of Fine Arts, Springfield, 1968).
- Klompmakers, Inge, “Kuniyoshi’s Tattooed Heroes of the Suikoden”, Andon, No. 87, 2009, pp. 18–26.
- B. W. Robinson, Kuniyoshi (Victoria and Albert, London, 1961)
- B. W. Robinson, Kuniyoshi: The Warrior Prints (Cornell University, Ithaca, 1982) (indeholder komplet liste over Kuniyoshis træsnit.)
- Robert Schaap, Timothy T. Clark, Matthi Forrer, Inagaki Shin'ichi, Heroes and Ghosts: Japanese Prints By Kuniyoshi 1797-1861 (Hotei, Leiden, 1998).

## Interne henvisninger
- Wikimedia Commons har flere filer relateret til Utagawa Kuniyoshi

## Eksterne links
- Kuniyoshi Project
- Utagawa Kuniyoshi Online